# Благословенный путь
«Благословенный путь» (англ. «The Blessing Way») — 1-й эпизод 3-го сезона сериала «Секретные материалы». Премьера состоялась 22 сентября 1995 года на телеканале FOX. Эпизод позволяет более подробно раскрыть так называемую «мифологию сериала», заданную в пилотной серии, являясь продолжением последней серии 2-го сезона. Режиссёр — Роберт Гудвин, автор сценария — Крис Картер, приглашённые звёзды — Митч Пиледжи, Уильям Дэвис, Николас Леа.
В США серия получила рейтинг домохозяйств Нильсена, равный 12,3, который означает, что в день выхода серию посмотрели 19,94 миллиона домохозяйств.
Главные герои серии — Фокс Малдер (Дэвид Духовны) и Дана Скалли (Джиллиан Андерсон), агенты ФБР, расследующие сложно поддающиеся научному объяснению преступления, называемые Секретными материалами.
В данном эпизоде Малдера находят полуживым возле сожжённого Курильщиком товарного вагона. Старик Альберт спасает Малдера с помощью древнего ритуала индейцев навахо, называемого «Благословенный путь». Скалли грозит опасность, и один из членов Синдиката предупреждает её о надвигающейся опасности. По ошибке подосланные убийцы стреляют в сестру Скалли Мелиссу. Кассета с данными оказывается в руках Скиннера.

## Сюжет
В Нью-Мексико Альберт Хостин и его семья подвергаются нападению со стороны людей в чёрном, которые ищут Фокса Малдера (Дэвид Духовны). Чёрный вертолёт преследует Дану Скалли (Джиллиан Андерсон), солдаты задерживают её и забирают печатные копии переводов Альберта с кассеты. По возвращении в Вашингтон ФБР временно отправляет Скалли в отставку, заставляя вернуть значок и пистолет. Войдя в офис Малдера, Скалли обнаруживает, что кассета украдена. Между тем в Нью-Йорке Курильщик (Уильям Б. Дэвис) предстаёт перед Синдикатом, который сомневается в наличии у него кассеты. Малдер жив, но тяжело ранен после взрыва вагона. Альберт находит его и проводит ритуал, который может исцелить его. Во время ритуала Малдер видит Глубокую Глотку и своего отца, которые убеждают его продолжить поиски истины. Мелвин Фрохики приходит к Скалли и показывает ей статью об убийстве Кеннета Суна. Когда она возвращается в штаб-квартиру ФБР, металлоискатель ведёт себя странно. Скалли показывает Скиннеру (Митч Пиледжи) статью, полагая, что она может свидетельствовать о непричастности Малдера к убийству своего отца. Однако Скиннер отказывается что-либо делать. Выходя из здания, Скалли просит проверить её металлоискателем ещё раз. Прибор показывает наличие металла в затылке. Скалли идёт к врачу, который удаляет вшитый ей в кожу металлический имплантат. Меллиса уговаривает сестру на гипнотический сеанс, чтобы восстановить утерянные воспоминания. Скалли соглашается, но во время сеанса ей становится страшно, и она прерывает его. Вернувшись домой, Скалли обнаруживает Скиннера, покидающего её квартиру; позднее он отрицает, что был там. Малдер оправляется после ритуала. Скалли едет в Бостон на похороны Уильяма Малдера, где знакомится с матерью Фокса, Тиной. На кладбище Скалли встречает одного из членов Синдиката, который предупреждает её об угрозе смерти от того, кого она знает. Малдер едет в Коннектикут и расспрашивает мать о старом фото отца, где он стоит с другими членами Синдиката напротив неизвестного здания. Меллиса звонит Скалли и сообщает, что идёт к ней. Скалли получает странный вызов и спешит предупредить Меллису. Меллиса оказывается ошибочно застрелена Луисом Кардиналом, который работает вместе с Алексом Крайчеком. Понимая, что они убили не того, эти двое скрываются с места преступления. Скиннер и Скалли находятся в квартире Малдера, Скалли держит его под прицелом, полагая, что он предатель, по намёку человека с кладбища. Скиннер говорит Скалли, что кассета у него. Слышатся шаги за дверью, и Скиннер, воспользовавшись замешательством Скалли, вытаскивает свой пистолет и направляет на неё.